# Kleofas (postać biblijna)
Święty Kleofas (Kleopas), cs. Apostoł Kleopa – żyjąca w I wieku postać biblijna, święty katolicki i prawosławny.
Postać Kleofasa wymieniana przez Łukasza Ewangelistę występuje w Nowym Testamencie, w Ewangelii Łukaszowej (Łk 24, 13-35 BT). Według tej relacji pochodzący prawdopodobnie z Emaus Kleofas uczestniczył w przyłączeniu zmartwychwstałego Jezusa Chrystusa do apostołów udających się tamże. Próby identyfikowania Kleofasa z innymi postaciami np. z Kefasem (Szymon Piotr) i dowodzenie jego pokrewieństwa z Jezusem Chrystusem nie znajdują potwierdzenia, przyczyniły się jednak prawdopodobnie do przypisania mu przez Teodozego męczeńskiej śmierci. W VI wieku Anonin z Piacenzy twierdził, iż grób Kleofasa znajdował się na Górze Oliwnej. Brak także podstaw do utożsamiania go z wymienianym w Ewangelii Janowej przez Jana (19, 25).
Zaliczany jest do grona Siedemdziesięciu dwóch wysłańców Jezusa Chrystusa. Wprowadzony do martyrologium przez Ado z Vienne i wspominany w Kościele katolickim 25 września.
Cerkiew prawosławna wspomina świętego dwukrotnie: 30 października/12 listopada oraz w grupie apostołów (Sobór siedemdziesięciu apostołów) 4/17 stycznia.
W ikonografii św. Kleofas najczęściej występuje na przedstawieniach spotkania z Jezusem Chrystusem w drodze do Emaus.